# Кулемет Мадсена
Кулеме́т Ма́дсена (англ. Madsen machine gun) — данський кулемет часів Першої світової війни. Перший у світі ручний кулемет, запущений у серійне виробництво, яке тривало до початку 1950-х років.

## Історія
Наприкінці XIX століття артилерійський офіцер данської армії Вільгельм Герман Олаф Мадсен почав займатися розробкою зброї. У 1896 році він разом з директором арсеналу Копенгагена Расмуссеном розробили напівавтоматичну гвинтівку, яка була випробована данськими морськими піхотинцями. На її базі було розроблено легкий піхотний кулемет, який мав назву Мадсен/Расмусен. Пізніше всі права перекупила фірма Dansk Rekyl Riffel Syndikat (пізніше Dansk Industrie Sindikat A/S (DISA)), яка почала виготовляти кулемет під торговою маркою Мадсен.

## Використання

### Перша Світова війна
Ще до початку Першої Світової війни кулемет мав шалену експортну популярність та був закуплений багатьма країнами світу. Російська Імператорська армія під час російсько-японської війни закупила 1250 Мадсенів. Кулемети встановлювались на аеропланах Morane-Saulnier G та Morane-Saulnier L. На 1914 рік німецька армія мала Мадсени калібру 7,92-мм на озброєнні гірських стрільців та також інших штурмових підрозділів.

### Міжвоєнний період
Під час громадянської війни у Росії Мадсени використовувались Чехословацьким легіоном у Сибіру. Дуже багато її було в Китаї на озброєнні приватних армій різних варлордів.
Парагвай в 1920-ті закупив близько 400 кулеметів Мадсена та використовував під час війни Гран Чако. Цікаво, що Болівія також мала кулемети такого ж калібру — 7.65x53 Mauser. Мали на озброєння такі кулемети також Бразилія та Аргентина.
В Японію кулемети (калібру 6,5 мм) попали як трофеї після падіння Голландської Східної Індії.

### Друга Світова війна
Кулемети Мадсена під місцевою назвою M/22 під патрон 6,5×55 мм Krag використовувались норвезькою армією під час окупації країни Німеччиною у 1940 р. Після поразки країни кулемети пішли на озброєння частин другої лінії. Також туди поступали кулемети, які виробляли данці під калібр 8×54 мм Jörgensen.

### Післявоєнні конфлікти
Португальська армія використовувала кулемети під час колоніальної війни у Африці у 1960 — 1970-ті роках. У поліцейських формуваннях Бразилії та Мексики кулемети Мадсена збереглись до початку XXI століття.

## Країни— експлуатанти
- Аргентина
- Болівія
- Бразилія
- Болгарія
- Чехословачина
- Чилі
- Китай
- Данія
- Сальвадор
- Естонія
- Фінляндія: перші кулемети Мадсена з місцевою назвою M/20 з'явились на озброєнні у 1920. Всього до кінця 1928 збройні сили отримали 729 одиниць. Однак в суворих кліматичних умовах вередливі кулемети не прижилася та у 1937 612 од. були продані до Естонії (перед тим вони були перестволені під британські набої .303). У роки Другої Світової війни вони не використовувались. Останні 60 од. продані на міжнародному збройному ринку у 1959–1960 фірмі Interarmco[1].
- Франція
- Ірландія
- Італія
- Литва
- Норвегія
- Голландія
- Парагвай
- Португалія
- Швеція
- Тайнланд